# Олойчан
Оло́йчан (также Малый Олой) — река в России, протекающая по Билибинскому району Чукотского автономного округа, правый приток Омолона. Длина реки — 229 км, площадь водосборного бассейна — 6050 км².
Исток реки находится в центральной части Олойского хребта на высоте более 700 м над уровнем моря. Течёт преимущественно на северо-запад сначала по горной тундре, затем по холмистой лесотундре с преобладанием лиственницы. Почти на всём протяжении течёт параллельно Олою. В низовьях пересекает северный полярный круг. Берега реки участками заболочены, в низовьях иногда обрывистые. Впадает в протоку реки Омолон несколькими рукавами по правому берегу на отметке 114 м над уровнем моря в 311 км от его устья, ниже впадения Олоя. Ширина в низовьях — 75 м при глубине 1,5 м; скорость течения перед устьем составляет 0,6 м/с.

## Основные притоки
Указаны поименованные притоки длиной 30 км и более.
| Название  | Расстояние от устья | Длина | Положение |
| --------- | ------------------- | ----- | --------- |
| Катанар   | 21                  | 53    | правый    |
| Индак     | 83                  | 30    | левый     |
| Пеймына   | 101                 | 81    | правый    |
| Елват     | 152                 | 38    | левый     |
| Ненастный | 156                 | 36    | правый    |
| Дальний   | 173                 | 36    | правый    |
| Недёжа    | 181                 | 42    | левый     |

## Данные водного реестра
По данным государственного водного реестра России и геоинформационной системы водохозяйственного районирования территории РФ, подготовленной Федеральным агентством водных ресурсов:
- Бассейновый округ — Анадыро-Колымский
- Речной бассейн — Колыма
- Речной подбассейн — Омолон
- Водохозяйственный участок — Омолон
- Код водного объекта — 19010200112119000058878